# Высшая лига КВН 2020
Сезон Высшей лиги КВН 2020 года — 34-й сезон с возрождения телевизионного КВН в 1986 году.
В 2020-м схема Высшей лиги претерпела небольшое изменение — к этапу 1/8-й финала добавилась ещё одна, пятая, игра, однако количество участников осталось тем же, и в сезон были приглашены 20 команд. Из-за добавления игры, впервые с сезона 2015, гала-концерт сочинского фестиваля «КиВиН» был неэфирным, и был отменён отбор в Высшую лигу путём голосования членов жюри, как это было с 2015-го по 2019 годы. Изменения коснулись и конкурсов. Уже на первом этапе сезона команды не играли конкурс биатлон, появившийся в Высшей лиге в 2007 году и ставший со временем постоянным. Вместо него вернулась разминка, практически исчезнувшая из игр КВН в 2010-х годах, но в новом формате конкурса ситуаций.
После сезона 2019 Высшую лигу покинули команды «Так-то», «Борцы» и «Nаполеон Dинамит», а также «НАТЕ» и «Будем дружить семьями». Фестиваль в Сочи оказался неудачным для команд «Актёры», «Город снов» и «Селивановы», и они не попали в сезон 2020. На второй год остались финалисты Сборная Снежногорска и вице-чемпионы Сборная «Татнефти». Вторую попытку сыграть в главной лиге также получили полуфиналисты «Такая история» и «Волжане», четвертьфиналисты «Михаил Дудиков» и две команды, которые вылетели на этапе 1/8-й финала в 2019-м — «Громокошки» и «G-Drive». Если считать команду «Газпрома» за московскую (команда официально не представляет какой-либо отдельный город, а Россию в целом), то сезон 2020 побил рекорд по количеству команд из одного города — семь коллективов из Москвы (предыдущий рекорд — шесть, был установлен в 2008 году и повторен в 2017-м).
Среди новичков в Высшей лиге 2020 оказались четыре команды, которых пригласили в сезон на финале Премьер-лиги — «Буряты» (чемпионы), «Доктор Хаусс», «Я обиделась» и «Станция Динамо». В добавку к могилёвской команде «Доктор Хаусс» в сезон также попала и команда из Минска «Дети Тьюринга», ставшая в 2019-м чемпионом Лиги Москвы и Подмосковья — таким образом в сезоне Высшей лиги во второй раз играли две команды из Республики Беларусь (первый был в 2001 году, когда в сезоне играли команды БГУ и «ЧП»). Из Первой лиги в Высшую попала команда «Полуостров», ставшая первой крымской командой в Высшей лиге после аннексии полуострова Российской Федерацией в 2014 году (последний раз крымчане играли в сезоне 2011 года). Из Международной лиги взята команда «Юра», представляющая университет «Синергия», в составе которой играет участник трио «Кризис жанра» Гар Дмитриев.
Не обошлось и без команд, вернувшихся после пропуска сезона. Ими стали «Русская дорога» — бронзовые призёры сезона 2018, и Сборная Большого московского цирка — финалисты сезонов 2016 и 2017. Обе команды сыграли свой четвёртый сезон в Высшей лиге КВН.
Из-за распространения коронавирусной инфекции COVID-19 в России сезон был приостановлен после 1/8 финала. Четвертьфиналы были изначально перенесены на июнь, а позже — на август и состоялись в зале санаторно-курортного комплекса «Mriya Resort & Spa» в Крыму, где не было ограничений на заполняемость залов.
Несмотря на ограничения, сезон 2020 установил новый рекорд по количеству игр — их в нём было 12, хотя одна из них — утешительный полуфинал — была лишь частью Спецпроекта и Кубка мэра Москвы, а не полноценной игрой.
Финальная игра закончилась ничьей между «Русской дорогой» и Сборной «Татнефти», второе место завоевали крымчане, попавшие в финал, выиграв Кубок мэра, а бронзовые медали достались Сборной Снежногорска. Без медалей осталась команда «Михаил Дудиков», занявшая в финале последнее место. Ровно десять лет после чемпионства своих земляков из Сборной Краснодарского края чемпионом вновь стала армавирская команда, а Сборная «Татнефти» стала первым чемпионом Высшей лиги из Республики Татарстан.

## Состав
Для участия в сезоне были приглашены следующие 20 команд КВН:
1. Дети Тьюринга (Минск) — чемпионы Лиги Москвы и Подмосковья
2. Юра (Москва) — полуфиналисты Международной лиги
3. Полуостров (Симферополь) — финалисты Первой лиги
4. Армянская сборная (Москва) — полуфиналисты Премьер-лиги[20]
5. Рязанский проспект (Москва) — финалисты Премьер-лиги
6. Город-питон (Москва) — финалисты Премьер-лиги
7. Станция Динамо (Москва) — финалисты Премьер-лиги
8. Я обиделась (Новосибирск) — финалисты Премьер-лиги
9. Доктор Хаусс (Могилёв) — финалисты Премьер-лиги, чемпионы лиги «КВН.бел»
10. Буряты (Иркутск — Улан-Удэ) — чемпионы Премьер-лиги[21]
11. G-Drive (Москва[22][23]) — второй сезон в Высшей лиге, чемпионы Юго-западной лиги
12. Громокошки (Липецк) — второй сезон в Высшей лиге, финалисты Краснодарской лиги, чемпионы лиги «Верхневолжье»
13. Михаил Дудиков (Ставрополь) — второй сезон в Высшей лиге
14. Волжане (Самара) — второй сезон в Высшей лиге
15. Такая история (Орёл) — второй сезон в Высшей лиге
16. Планета Сочи (Сочи) — третий сезон в Высшей лиге
17. Сборная Снежногорска (Снежногорск)[24] — второй сезон в Высшей лиге
18. Сборная «Татнефти» (Альметьевск) — второй сезон в Высшей лиге
19. Русская дорога (Армавир) — четвёртый сезон в Высшей лиге
20. Сборная Большого московского цирка (Москва) — четвёртый сезон в Высшей лиге

Чемпионами сезона стали «Русская дорога» и Сборная «Татнефти».

## Игры

### ⅛ финала
Первая ⅛ финала
- Дата игры: 12 февраля (эфир: 15 февраля)[25]
- Команды: Сборная «Татнефти» (Альметьевск), Доктор Хаусс (Могилёв), Буряты (Иркутск — Улан-Удэ), Юра (Москва)
- Жюри: Вячеслав Муругов, Михаил Галустян, Константин Эрнст, Пелагея, Юлий Гусман
- Конкурсы: Приветствие, Ситуационная разминка, Музыкальный фристайл

| Команда            | Приветствие | Разминка | общий | Муз. фристайл | Итого |
| ------------------ | ----------- | -------- | ----- | ------------- | ----- |
| Сборная «Татнефти» | 4,2         | 5        | 9,2   | 5             | 14,2  |
| Доктор Хаусс       | 4,6         | 4,6      | 9,2   | 4,6           | 13,8  |
| Буряты             | 4,6         | 4,4      | 9     | 4,4           | 13,4  |
| Юра                | 5           | 4,6      | 9,6   | 5             | 14,6  |

Результат игры:
1. Юра
2. Сборная «Татнефти»
3. Доктор Хаусс
4. Буряты

- Разминка в сезоне 2020 играется в новом формате: на сцену выносят декорации, и один из членов жюри должен говорить фразу, связанную с созданной на сцене ситуацией. КВНщики должны придумать смешной ответ словам члена жюри или ситуации в целом.
- На этой игре команде «Татнефти» помогал телеведущий и участник первого состава команды «Четыре татарина» Максим Шарафутдинов. За команду «Доктор Хаусс» в музыкальном фристайле выступила Наташа Королёва.
- Пятый сезон подряд на этапе 1/8-й финала выбывает действующий чемпион Премьер-лиги. В 2016-м году эту серию неудач начала команда «Хара Морин», участники которой входят в состав команды «Буряты».

Вторая ⅛ финала
- Дата игры: 18 февраля (эфир: 22 февраля)[26]
- Команды: Русская дорога (Армавир), Рязанский проспект (Москва), G-Drive (Москва), Дети Тьюринга (Минск)
- Жюри: Дмитрий Харатьян, Вячеслав Муругов, Валдис Пельш, Константин Эрнст, Пелагея, Юлий Гусман
- Конкурсы: Приветствие, Ситуационная разминка, Музыкальный фристайл

| Команда            | Приветствие | Разминка | общий | Муз. фристайл | Итого |
| ------------------ | ----------- | -------- | ----- | ------------- | ----- |
| Русская дорога     | 4,7         | 5        | 9,7   | 5             | 14,7  |
| Рязанский проспект | 4           | 4        | 8     | 4,7           | 12,7  |
| G-Drive            | 4,3         | 4,2      | 8,5   | 4,8           | 13,3  |
| Дети Тьюринга      | 5           | 4,7      | 9,7   | 5             | 14,7  |

Результат игры:
1. Дети Тьюринга; Русская дорога
2. G-Drive
3. Рязанский проспект

- «Дети Тьюринга» стали первой белорусской командой за 15 лет, занявшей первое место в игре Высшей лиги. До них последний раз подобное было во втором полуфинале сезона 2005, который выиграла команда «ЧП».
- На этой игре «Дети Тьюринга» показали музыкальный фристайл об «одной большой Беларуси»[27][28].

Третья ⅛ финала
- Дата игры: 27 февраля (эфир: 7 марта)[29]
- Команды: Сборная Большого московского цирка (Москва), Громокошки (Липецк), Полуостров (Симферополь), Волжане (Самара)
- Жюри: Вячеслав Муругов, Семён Слепаков, Константин Эрнст, Пелагея, Юлий Гусман
- Конкурсы: Приветствие, Ситуационная разминка, Музыкальный фристайл

| Команда       | Приветствие | Разминка | общий | Муз. фристайл | Итого |
| ------------- | ----------- | -------- | ----- | ------------- | ----- |
| Сборная цирка | 5           | 4,2      | 9,2   | 5             | 14,2  |
| Громокошки    | 5           | 5        | 10    | 5             | 15    |
| Полуостров    | 4,8         | 4,4      | 9,2   | 4,8           | 14    |
| Волжане       | 4,2         | 4,4      | 8,6   | 4,4           | 13    |

Результат игры:
1. Громокошки
2. Сборная Большого московского цирка
3. Полуостров
4. Волжане

- «Громокошки» стали 21-й командой, набравшей максимум баллов за игру в Высшей лиге.
- На этой игре Сборной Большого московского цирка помогали Эдгард и Аскольд Запашные и группа «На-На».

Четвёртая ⅛ финала
- Дата игры: 4 марта (эфир: 21 марта)[30]
- Команды: Такая история (Орёл), Станция Динамо (Москва), Армянская сборная (Москва), Михаил Дудиков (Ставрополь)
- Жюри: Вячеслав Муругов, Михаил Галустян, Валдис Пельш, Пелагея, Юлий Гусман
- Конкурсы: Приветствие, Ситуационная разминка, Музыкальный фристайл

| Команда           | Приветствие | Разминка | общий | Муз. фристайл | Итого |
| ----------------- | ----------- | -------- | ----- | ------------- | ----- |
| Такая история     | 4           | 4        | 8     | 4,4           | 12,4  |
| Станция Динамо    | 4,2         | 4,4      | 8,6   | 5             | 13,6  |
| Армянская сборная | 5           | 4,2      | 9,2   | 4,6           | 13,8  |
| Михаил Дудиков    | 5           | 5        | 10    | 4,8           | 14,8  |

Результат игры:
1. Михаил Дудиков
2. Армянская сборная
3. Станция Динамо
4. Такая история

- Порядок приветствий в эфире отличался от порядка на самой игре. «Армянская сборная», выступавшая третьей, в эфире открывала игру.
- В приветствии «Армянской сборной» принял участие Гарик Мартиросян. В приветствии «Станции Динамо» был показан ролик с участием ведущей новостей Юлией Гамаевой.
- Обе команды, остановившиеся в предыдущем сезоне на этапе полуфинала — «Волжане» и «Такая история», — не смогли пройти в четвертьфинал.

Пятая ⅛ финала
- Дата игры: 12 марта (эфир: 28 марта)[31]
- Команды: Планета Сочи (Сочи), Город-питон (Москва), Я обиделась (Новосибирск), Сборная Снежногорска (Снежногорск)
- Жюри: Дмитрий Хрусталёв, Вячеслав Муругов, Константин Эрнст, Валдис Пельш, Юлий Гусман
- Конкурсы: Приветствие, Ситуационная разминка, Музыкальный фристайл

| Команда              | Приветствие | Разминка | общий | Муз. фристайл | Итого |
| -------------------- | ----------- | -------- | ----- | ------------- | ----- |
| Планета Сочи         | 4,8         | 4        | 8,8   | 5             | 13,8  |
| Город-питон          | 4,4         | 4,2      | 8,6   | 4             | 12,6  |
| Я обиделась          | 4,4         | 4,8      | 9,2   | 4,2           | 13,4  |
| Сборная Снежногорска | 5           | 4,8      | 9,8   | 4,6           | 14,4  |

Результат игры:
1. Сборная Снежногорска
2. Планета Сочи
3. Я обиделась
4. Город-питон

- Все три женские команды сезона — «Громокошки», «Станция Динамо» и «Я обиделась», прошли в четвертьфинал.
- За Сборную Снежногорска на этой игре выступил Юрий Вяземский. Также команде помогал капитан Сборной города Мурманска Герман Иванов.

Из-за распространения коронавирусной инфекции COVID-19 и мер введённых весной 2020 года, четвертьфиналы сезона были отложены на лето, после снятия карантина, и перенесены в Крым, где есть возможность провести игры со зрителями без ограничений по заполняемости. Четвертьфиналы состоялись в зале санаторно-курортного комплекса «Mriya Resort & Spa» (Оползневое). Две команды из прошедших в четвертьфинал приняли решение сняться с сезона — «Дети Тьюринга» и «Планета Сочи»: Сочинская команда — из-за отсутствия спонсора; а Минская — из-за проблем с посещением Крыма для лиц, не имеющих ни российского, ни украинского гражданства, в том числе и с запретом на въезд на территорию Украины в случае въезда в Крым с территории России, а также из-за правил, связанных с карантином для лиц, въезжающих на территорию другой страны. Ещё одной причиной отказа от участия в четвертьфинале были названы отношения между БГУ и украинскими вузами, которые могут испортиться из-за посещения команды территории Крыма. «Дети Тьюринга» также сообщили, что продолжат доигрывать сезон в Лиге Москвы и Подмосковья (чемпионами которой они стали в 2019 году), и что Масляков уже пригласил их в Высшую лигу сезона 2021 года. В конце августа команда также выступила на фестивале «Голосящий КиВиН».

### Четвертьфиналы
Первый четвертьфинал
- Дата игры: 9 августа (эфир: 6 сентября)[36]
- Команды: Сборная «Татнефти» (Альметьевск), Я обиделась (Новосибирск), Полуостров (Симферополь), Юра (Москва), Сборная Снежногорска (Снежногорск)
- Жюри: Грант Бабасян, Валдис Пельш, Константин Эрнст, Пелагея, Семён Слепаков
- Конкурсы: Приветствие, Музыкальный биатлон, Музыкальный конкурс («Летний микс»)

| Команда              | Приветствие | Биатлон | общий | Муз. конкурс | Итого |
| -------------------- | ----------- | ------- | ----- | ------------ | ----- |
| Сборная «Татнефти»   | 4,6         | 1       | 5,6   | 5            | 10,6  |
| Я обиделась          | 4,2         | 0,6     | 4,8   | 4,6          | 9,4   |
| Полуостров           | 5           | 0,7     | 5,7   | 5            | 10,7  |
| Юра                  | 4,8         | 0,8     | 5,6   | 4,4          | 10    |
| Сборная Снежногорска | 5           | 1       | 6     | 4,8          | 10,8  |

Результат игры:
1. Сборная Снежногорска
2. Полуостров
3. Сборная «Татнефти»
4. Юра
5. Я обиделась

- В первом четвертьфинале разыгрывалось три проходных места, в двух остальных четвертьфиналах их два.
- Член жюри Грант Бабасян — генеральный директор отеля «Mriya Resort & Spa», играл в команде КВН «Университетский проспект», дошедшей в 2007 году до полуфинала Высшей лиги.

Второй четвертьфинал
- Дата игры: 11 августа (эфир: 13 сентября)[37]
- Команды: Сборная Большого московского цирка (Москва), Доктор Хаусс (Могилёв), Громокошки (Липецк), Михаил Дудиков (Ставрополь)
- Жюри: Грант Бабасян, Валдис Пельш, Константин Эрнст, Пелагея, Семён Слепаков, Сергей Першин
- Конкурсы: Приветствие, Музыкальный биатлон, Музыкальный конкурс («Летний микс»)

| Команда        | Приветствие | Биатлон | общий | Муз. конкурс | Итого |
| -------------- | ----------- | ------- | ----- | ------------ | ----- |
| Сборная цирка  | 4,5         | 0,9     | 5,4   | 4,2          | 9,6   |
| Доктор Хаусс   | 5           | 0,8     | 5,8   | 4,7          | 10,5  |
| Громокошки     | 4,2         | 1       | 5,2   | 4,8          | 10    |
| Михаил Дудиков | 4,3         | 0,7     | 5     | 5            | 10    |

Результат игры:
1. Доктор Хаусс
2. Громокошки; Михаил Дудиков
3. Сборная Большого московского цирка

- Победа команды «Доктор Хаусс» означает, что, как и в сезоне 2001, в котором также участвовали две белорусские команды, обеим удалось выиграть хотя бы одну игру (в сезоне 2001 команда «ЧП» выиграла 1/8-ю финала, а команда БГУ — четвертьфинал, полуфинал и финал; в сезоне 2020 команда «Дети Тьюринга» выиграла 1/8-ю финала).
- В музыкальном конкурсе Сборной Большого московского цирка принял участие Эдгард Запашный.
- Член жюри Сергей Першин — руководитель проекта «Арт-кластер Таврида», вручил в конце игры победителям — команде «Доктор Хаусс» символ арт-кластера в виде маяка и приглашение в арт-резиденцию, которая будет построена в 2022 году.

Третий четвертьфинал
- Дата игры: 13 августа (эфир: 20 сентября)[38]
- Команды: Русская дорога (Армавир), Станция Динамо (Москва), G-Drive (Москва), Армянская сборная (Москва)
- Жюри: Грант Бабасян, Валдис Пельш, Константин Эрнст, Пелагея, Семён Слепаков
- Конкурсы: Приветствие, Музыкальный биатлон, Музыкальный конкурс («Летний микс»)

| Команда           | Приветствие | Биатлон | общий | Муз. конкурс | Итого |
| ----------------- | ----------- | ------- | ----- | ------------ | ----- |
| Русская дорога    | 4,8         | 1       | 5,8   | 5            | 10,8  |
| Станция Динамо    | 4,2         | 1       | 5,2   | 5            | 10,2  |
| G-Drive           | 4           | 0,7     | 4,7   | 4,2          | 8,9   |
| Армянская сборная | 5           | 0,8     | 5,8   | 5            | 10,8  |

Результат игры:
1. Армянская сборная; Русская дорога
2. Станция Динамо
3. G-Drive

- В этой игре к составу команды «Русская Дорога» присоединился Валдес Романов, выступавший до этого два сезона в составе команды «НАТЕ».
- В музыкальном конкурсе команды «G-Drive» принял участие певец Данко.

Дополнительно в полуфинал прошли команды Станция Динамо (решением жюри) и G-Drive (решением ведущего) из третьей игры, таким образом все команды третьей игры прошли в полуфинал.

### Полуфиналы
Первый полуфинал
- Дата игры: 26 сентября (эфир: 6 декабря)[39]
- Команды: Сборная Снежногорска (Снежногорск), Доктор Хаусс (Могилёв), Полуостров (Симферополь), Станция Динамо (Москва), Михаил Дудиков (Ставрополь)
- Жюри: Вячеслав Муругов, Семён Слепаков, Константин Эрнст, Пелагея, Юлий Гусман
- Конкурсы: Приветствие, Ситуационная разминка, Музыкальный фристайл

| Команда              | Приветствие | Разминка | общий | Муз. фристайл | Итого |
| -------------------- | ----------- | -------- | ----- | ------------- | ----- |
| Сборная Снежногорска | 4,8         | 4,8      | 9,6   | 4,8           | 14,4  |
| Доктор Хаусс         | 4,4         | 4        | 8,4   | 5             | 13,4  |
| Полуостров           | 5           | 4        | 9     | 4,6           | 13,6  |
| Станция Динамо       | 4,8         | 4,2      | 9     | 4,6           | 13,6  |
| Михаил Дудиков       | 5           | 5        | 10    | 5             | 15    |

Результат игры:
1. Михаил Дудиков
2. Сборная Снежногорска
3. Полуостров; Станция Динамо
4. Доктор Хаусс

- «Михаил Дудиков» стали 22-й командой, набравшей максимум баллов за игру в Высшей лиге.
- В музыкальном фристайле Сборной Снежногорска приняла участие Ирина Салтыкова.
- В своём музыкальном фристайле «Михаил Дудиков» показали сказку о заколдованном принце. В одном из номеров принц сражается на турнире с представителями известных команд КВН: Айдаром Гараевым («Союз»), Михаилом Стогниенко («Плохая компания»), Александром Бурдашевым («Nаполеон Dинамит»), Валдесом Романовым («НАТЕ», в 2020-м также выступает за «Русскую дорогу») и Денисом Дороховым («Сборная Камызякского края»).
- В своём музыкальном фристайле команда «Доктор Хаусс» показала номер «Нота протеста», в котором капитан команды Павел Малахов, в образе Александра Лукашенко, отвечал на санкции от других государств.
- Сборная Снежногорска получила оценку 4,8 за каждый из трёх конкурсов.

Второй полуфинал
- Дата игры: 2 октября (эфир: 13 декабря)[40]
- Команды: G-Drive (Москва), Сборная «Татнефти» (Альметьевск), Громокошки (Липецк), Армянская сборная (Москва), Русская дорога (Армавир)
- Жюри: Вячеслав Муругов, Валдис Пельш, Константин Эрнст, Пелагея, Михаил Галустян, Юлий Гусман
- Конкурсы: Приветствие, Ситуационная разминка, Музыкальный фристайл

| Команда            | Приветствие | Разминка | общий | Муз. фристайл | Итого |
| ------------------ | ----------- | -------- | ----- | ------------- | ----- |
| G-Drive            | 4,2         | 3,7      | 7,9   | 4,5           | 12,4  |
| Сборная «Татнефти» | 4,7         | 5        | 9,7   | 4,8           | 14,5  |
| Громокошки         | 3,8         | 3,5      | 7,3   | 5             | 12,3  |
| Армянская сборная  | 4,7         | 4,2      | 8,9   | 5             | 13,9  |
| Русская дорога     | 5           | 5        | 10    | 5             | 15    |

Результат игры:
1. Русская дорога
2. Сборная «Татнефти»
3. Армянская сборная
4. G-Drive
5. Громокошки

- «Русская дорога» повторила рекорд команд «Вятка» и «Так-то», став третьей командой набравшей максимальный балл в трёх играх.
- На этой игре в составе Сборной «Татнефти» сыграл пародист Андрей Баринов — победитель первого фестиваля «Большой разницы». В 2016 году Баринов уже принимал участие в игре Высшей лиги КВН, выступив за Сборную Большого московского цирка (в той игре участвовала и Сборная Татарстана, за которую выступали некоторые участники Сборной «Татнефти»).
- В приветствии Сборной «Татнефти» (а также в разминке) приняла участие Мария Киселёва, в приветствии «Армянской сборной» — Карен Ованнисян.
- Также, в приветствии Сборной «Татнефти» приняли участие КВНщики Иван Брагин («Так-то»), Эндрю Нджогу (РУДН) и Юсиф Юсифов («Борцы»), но номер с их участием не попал в эфир[41].
- В обоих полуфиналах команда, занявшая последнее место, тем не менее, получила максимум за музыкальный фристайл.

Третий (утешительный) полуфинал (в рамках Спецпроекта «КВНу — 59»)
Дата игры: 8 ноября (эфир: 27 декабря)

Жюри: Максим Ликсутов, Дмитрий Хрусталёв, Валдис Пельш, Пелагея, Вячеслав Муругов
Игра была одной из трёх частей Спецпроекта «КВНу — 59».
Принять участие в утешительном полуфинале были приглашены все проигравшие полуфиналисты, но в итоге от участия отказались «Громокошки» (Липецк), «Армянская сборная» (Москва) и G-Drive (Москва).
В игре приняли участие:
- Доктор Хаусс (Могилёв)
- Станция Динамо (Москва)
- Полуостров (Симферополь)

Члены жюри выбрали пятым финалистом команду Полуостров.
- Утешительный полуфинал был третьей частью Спецпроекта ко Дню КВН. Помимо главного кубка разыгрывались ещё два, не являющиеся частью сезона Высшей лиги 2020: команды «Юра» (Москва), «Зелёный чемодан» (Кемерово), «Велосипед» (Магадан) и «Северяне» (Нягань), получившие приглашение после участия на Кубке Тавриды, который состоялся летом, играли за приглашение на фестиваль «Голосящий КиВиН» 2021; финалисты Премьер-лиги «Улица Плеханова» (Москва), «Сборная молодых учёных» (Москва), «Сборная бывших» (Тула), «Имени меня» (Королёв) играли за место в Высшей лиге 2021. Обладателями двух малых кубков и соответствующих приглашений стали «Велосипед» и «Улица Плеханова».
- В выступлении команды «Станция Динамо» приняли участие КВНщики Ольга Картункова («ГородЪ ПятигорскЪ»), Юсиф Юсифов («Борцы»), Алексей Юрьянов («Так-то»), Михаил Стогниенко («Плохая компания»), Алексей Кривеня («Русская дорога»), Александр Туров («Борцы») и Максим Конюхов («Русская дорога»). В выступлении команды «Полуостров» участвовали КВНщики из команды «Сборная Камызякского края» Азамат Мусагалиев и Денис Дорохов, в образах Сергея Собянина и Дмитрия Пескова, соответственно, а также Дмитрий Грачёв («Незолотая молодёжь») в образе Владимира Путина.

### Финал
- Дата игры: 15 декабря (эфир: 1 января 2021)[47]
- Команды: Сборная Снежногорска (Снежногорск), Михаил Дудиков (Ставрополь), Полуостров (Симферополь), Сборная «Татнефти» (Альметьевск), Русская дорога (Армавир)
- Жюри: Вячеслав Муругов, Дмитрий Нагиев, Татьяна Навка, Константин Эрнст, Пелагея, Валдис Пельш
- Конкурсы: Приветствие, Капитанский конкурс, Музыкальное домашнее задание

| Команда              | Приветствие | Капитанский | общий | МДЗ | Итого |
| -------------------- | ----------- | ----------- | ----- | --- | ----- |
| Сборная Снежногорска | 4,3         | 0,9         | 5,2   | 5,8 | 11    |
| Михаил Дудиков       | 4,5         | 0,9         | 5,4   | 5,3 | 10,7  |
| Полуостров           | 4,7         | 0,9         | 5,6   | 5,7 | 11,3  |
| Сборная «Татнефти»   | 5           | 1           | 6     | 6   | 12    |
| Русская дорога       | 5           | 1           | 6     | 6   | 12    |

Результат игры:
1. Русская дорога; Сборная «Татнефти»
2. Полуостров
3. Сборная Снежногорска
4. Михаил Дудиков

Чемпионами сезона 2020 стали «Русская дорога» и Сборная «Татнефти».
- Капитанский конкурс был совмещён с приветствием, и оценивался, исходя из максимума в один балл. В качестве капитанов выступили: Сергей Жариков (Сборная Снежногорска), Андрей Жмыхов («Михаил Дудиков»), Алим Каялиев («Полуостров»), Максим Яценко (Сборная «Татнефти»), Алексей Кривеня («Русская дорога»). Яценко сыграл своё капитанское соло в образе Дмитрия Нагиева вместе с самим Нагиевым.
- «Русская дорога» стали первой командой, набравшей максимальное количество баллов в четырёх играх. Вместе со Сборной «Татнефти» они стали второй и третьей командами, набравшими максимальный балл в финале (первой была команда «Вятка» в сезоне 2018 года). Также это вторая игра, в которой Сборная «Татнефти» набрала максимум. Таким образом, Сборная «Татнефти» заняла первое место всего в двух играх Высшей лиги (первая из них — четвертьфинал 2019), но оба раза набрала максимальный балл.
- Сборная «Татнефти» стала третьей командой, занявшей в чемпионском сезоне первое место только в финале. Подобные случаи были в сезонах 2007 и 2008 с командами «Обычные люди» и «МаксимуМ», соответственно.
- Несмотря на то, что двойные чемпионства случались в Высшей лиге в 1992-м, 1995-м, 1997-м, 2005-м и 2018 годах, это только второй случай (после финала 2005), в котором две команды получили одинаковое количество баллов. В 1992 году команды «Парни из Баку» и «ЕрМИ» были провозглашены чемпионами без игры, в 1995-м и 1997 годах члены жюри решили не оценивать домашние задания и объявить ничью, а в 2018 году команду «Раисы», занявшую по баллам второе место, объявил чемпионом председатель жюри Константин Эрнст.
- Финал 2020 стал девятой игрой Высшей лиги, в которой «Русская дорога» заняла первое место, что делает эту команду одним из четырёх лидеров по количеству побед в Высшей лиге, наряду с «Новыми армянами», «ПриМой» и «Сборной Камызякского края».
- Команда «Русская дорога» стала четвёртой командой в XXI веке, выигравшей все игры сезона, и второй подряд, после того, как годом ранее команда «Так-то» закончила сезон, занимая лишь первые места. Это всего лишь третий случай, когда в нескольких сезонах подряд чемпионы занимают лишь первые места, и первый в XXI веке, поскольку предыдущие два таких периода были в сезонах 1986/1987 и 1987/1988, а также с 1990-го по 1992 годы.
- В трёх из четырёх этапов сезона «Русская дорога» разделила победу в игре с другой командой, и только в полуфинале заняла первое место единолично.
- За весь сезон «Русская дорога» проиграла всего 0,5 балла, потеряв 0,3 в приветствии 1/8-й финала и 0,2 в четвертьфинальном. Это стало ещё одним рекордом команды в этом сезоне. До этого минимальной потерей баллов были чемпионские сезоны «Вятки» и «Так-то», в них кировчане и красноярцы потеряли по 0,8 балла.
- Сборная «Татнефти» — пятая команда, выступившая первой в первой игре сезона и последней в финале. Подобное происходило с командами ДГУ в сезоне 1987/1988, «Одесские джентльмены» в сезоне 1990, «Утомлённые солнцем» в сезоне 2003 и Сборная Краснодарского края в сезоне 2010.
- Как и в предыдущем сезоне вице-чемпионом стал дебютант сезона, ставший годом ранее финалистом Первой лиги КВН[48][49].
- «Русская дорога» — первый выпускник, и первый чемпион, Международной лиги, выигравший Высшую.
- На финале присутствовали президент Татарстана Рустам Минниханов и губернатор Ставропольского края Владимир Владимиров.
- В приветствии Сборной Снежногорска приняла участие команда КВН «Кефир» в полном составе. Также, в этом приветствии выступили Елена Воробей и Венцеслав Венгржановский из проекта «Дом-2».
- Команде «Михаил Дудиков» в приветствии помогали участники команды «Борцы» Юсиф Юсифов, Амин Минатуллаев и Рухин Магеррамов, а также Михаил Галустян, исполнивший песню в образе Супер Жорика. В Домашнем задании команды на сцене появились Михаил Стогниенко («Плохая компания»), Максим Киселёв и Михаил Масленников («Триод и Диод»), Александр Бурдашев («Nаполеон Dинамит»), Иван Пышненко («Станция Спортивная») и Елена Борщёва (Сборная Пятигорска).
- В домашнем задании Сборной «Татнефти» приняли участие Татьяна Буланова и Максим Шарафутдинов, а также и Ева Смирнова.
- В своём домашнем задании Сборная Снежногорска показала пародию на игру «Что? Где? Когда?», в которой жители города играли против жюри. В конце конкурса команда заявила об уходе из КВН, и посвятила финальный танец участнице команды Евгении, жене капитана команды Сергея Жарикова, которая скончалась от рака годом ранее.
- Это пятый финал подряд, в котором чемпионом стала команда, не закрывавшая игру.

## Члены жюри
В сезоне 2020 игры Высшей лиги КВН судили 14 человек.
11 игр
- Пелагея

10 игр
- Константин Эрнст

9 игр
- Вячеслав Муругов
- Валдис Пельш

7 игр
- Юлий Гусман

5 игр
- Семён Слепаков

3 игры
- Грант Бабасян
- Михаил Галустян

2 игры
- Дмитрий Хрусталёв

1 игра
- Максим Ликсутов
- Татьяна Навка
- Дмитрий Нагиев
- Сергей Першин
- Дмитрий Харатьян